# Kritikos Lagonikos
Kritikos Lagonikos (gr. Κρητικός Λαγωνικός) – jedna z ras psów, należąca do grupy psów w typie pierwotnym. Rasa ta pochodzi z wyspy Kreta w Grecji i jest znana co najmniej od 4000 lat. Jest użytkowana głównie do polowania na zające, w trudnym terenie górzystym Grecji.

## Wygląd zewnętrzny
Szczupły, ale dobrze umięśniony pies o długich kończynach, z głęboką klatką piersiową i lekko podciągniętym podbrzuszem. Pies podobny w typie zarówno do chartów, jak również do ras pierwotnych. Wysokość w kłębie dla psów 52–60 cm, dla suk 50–58 cm. Masa ciała ok. 15–25 kg. Sierść bardzo krótka i przylegająca do ciała. Nieco dłuższy włos po bokach szyi, na pośladkach i na ogonie. Maść bardzo urozmaicona, występuje wiele różnych kolorów. Rasę wyróżniają wyjątkowo ruchliwe trójkątne uszy, które mogą być zarówno stojące, jak i lekko położone po bokach, oraz zakręcony ogon, który w szybkim ruchu i w czasie odpoczynku staje się wyprostowany.
Psy tej rasy są wyjątkowo zwinne, poruszają się elegancko i płynnie sprężystym kłusem. Posiadają dużą sprawność fizyczną, która objawia się między innymi wyjątkową umiejętnością skakania.

## Historia
Istnienie rasy jest udokumentowane w greckiej literaturze i sztuce od co najmniej 4000 lat. Potwierdzeniem zachowania tych psów w prawie niezmienionej postaci od kilku tysiącleci są również badania archeologiczne, które dowodzą długiej historii rasy. Dopiero w okresie rządów tureckich na Krecie liczebność psów znacznie zmalała, a współczesne przemiany społeczno-ekonomiczne doprowadziły niemal do wyginięcia rasy. Ostatnie dwie dekady XX w. to okres odbudowy populacji oraz działania mające na celu opracowanie wzorca i rejestrację rasy w organizacjach kynologicznych. Obecnie rasa ma status narodowej, rozpoznanej przez grecką organizację kynologiczną The Kennel Club of Greece, zatwierdzonej prowizorycznie przez FCI.